# Музей кераміки (Хамадан)
Музей кераміки (перс. موزه سفال) — державний музей, розташований в Ірані в місті Хамадан. Розпочав роботу 2009 року. Розміщений на вулиці Шахідів у будинку Самаді. Засновником музею є організація культурної спадщини, народних ремесел і туризму провінції Хамадан. Спеціалізація музею — вироби з кераміки, зібрані під час археологічних розкопок на території провінції Хамадан. Крім зразків кераміки до- і післяісламського періодів. Працює з 8 00 до 14 00, крім п'ятниць та офіційних свят.